# Jordi Alcobé Font
Jordi Alcobé Font (Canillo, juny de 1965) és un consultor i assessor econòmic i polític de Canillo, Andorra. És llicenciat en economia (UTI, Tolosa de Llenguadoc), té un Màster en Administració i Direcció d'empreses (ESADE) i un Postgrau en Dret andorrà (UdA). És casat.

## Carrera política
- 2015 - Ministre d'Administració Pública, Transports i Telecomunicacions.
- 2011 - Ministre d'Economia i Territori[3]